# Hydrachna baculoscutata
Hydrachna baculoscutata är en kvalsterart som beskrevs av Crowell 1960. Hydrachna baculoscutata ingår i släktet Hydrachna och familjen Hydrachnidae. Inga underarter finns listade i Catalogue of Life.